# Santiago Llano Grande
Santiago Llano Grande là một đô thị thuộc bang Oaxaca, México. Năm 2005, dân số của đô thị này là 3021 người.